# Degenerazione marginale pellucida
La degenerazione marginale pellucida è una malattia rara e degenerativa della cornea, caratterizzata da notevole riduzione del tessuto corneale nelle zone periferiche della cornea stessa. Si ritiene che sia una forma rara di cheratocono e rientra dunque nel campo delle ectasie corneali.

## Caratteristiche
L'elemento caratterizzante di questa patologia è un drastico assottigliamento dello spessore corneale solitamente nelle zone periferiche inferiori della cornea, con perdita di tessuto stromale fino all'80%, con annessa ectasia a forma di falce o mezzaluna di ampiezza pari a 1-2 mm. Questa anomalia strutturale induce un astigmatismo contro regola unitamente alle aberrazioni di alto ordine tipiche delle ectasie corneali. Si osserva inoltre una fascia trasparente di tessuto non coinvolto nell'assottigliamento fra il limbus corneale e l'ectasia vera e propria.
L'esordio della malattia si verifica a partire dalla seconda decade di vita e la progressione è generalmente più lenta rispetto al cheratocono.

## Diagnosi
Come per il cheratocono, l'esame diagnostico per eccellenza è la topografia corneale, tuttavia anche tramite la semplice osservazione alla lampada a fessura è possibile rilevare, nei casi non sub-clinici, le anomalie geometriche della superficie corneale tipiche della malattia.

## Terapia
L'unica terapia disponibile è la correzione ottica con occhiali o lenti a contatto gas-permeabili o di tipo chirurgico nei casi avanzati.